# Aleksanterinkatu
Aleksanterinkatu (svensk: Alexandersgatan) er en gade i det centrale Helsinki, Finland.
Gaden strækker sig fra Præsidentslottet til Mannerheimintie (svensk: Mannerheimvägen), der er Helsinkis længste gade. Aleksanterinkatu løber forbi flere berømte bygninger, bl.a. Ridderhuset, Helsinki Domkirke, Nordeas finske hovedkontor, Helsinki Universitets hovedbygning og stormagasinet Stockmann.
Aleksanterinkatu, i daglig tale kaldet "Aleksi", blev opkaldt efter zar Alexander 1. af Rusland i 1833. Den hed oprindeligt Suurkatu (svensk: Storgatan), men blev omdøbt efter zarens død i 1825. Flere af de gader, der krydser Aleksanterinkatu, er opkaldt efter zarens brødre og søstre.
Ved juletid bliver Aleksanterinkatu overdådigt pyntet med julelys.
Sporvognslinjerne 2, 3, 4, 4T, 7A og 7B kører langs Aleksanterinkatu, men kun 4 og 4T kører hele gadens længde.
Aleksanterinkatu er også navnet på hovedgaden i den finske by Lahti (svensk: Lahtis). Der findes også en Aleksanterinkatu i Tampere (svensk: Tammerfors) og Oulu (svensk: Uleåborg).
60°10′08″N 24°56′56″Ø / 60.16898°N 24.948771°Ø